# فصل النظائر

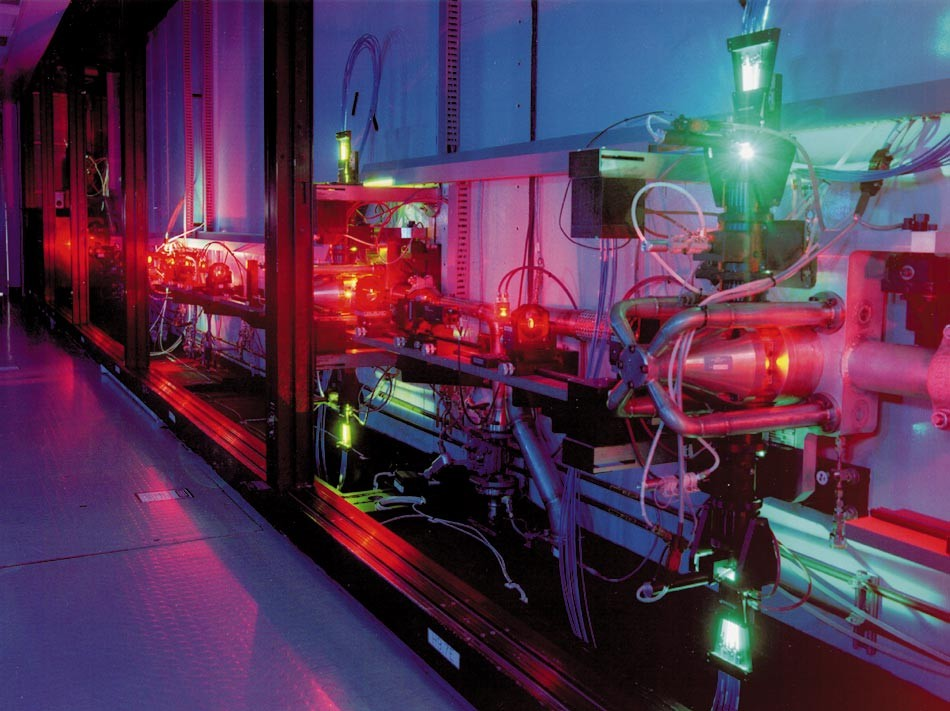

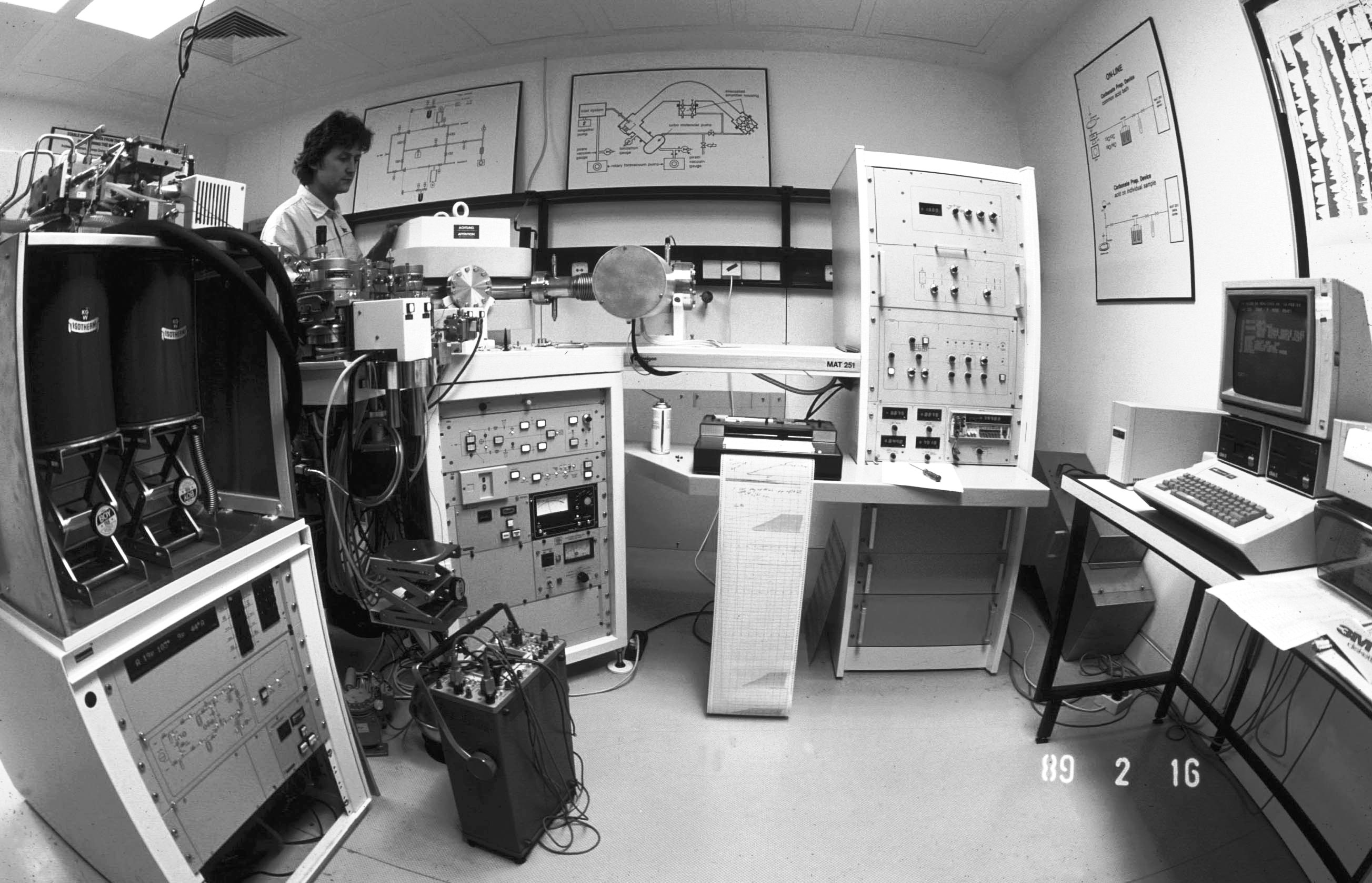

فصل النظائر هي العملية التي يتم فيها زيادة تركيز نظير لعنصر كيميائي عن طريق ازالة باقي النظائر الأخرى، على سبيل المثال: فصل اليورانيوم المخصب عن اليورانيوم المنضب (العادم) وهذه العملية تستخدم لصناعة الوقود للمحطات النووية وأيضا لصنع اليورانيوم المستخدم في الأ سلحة النووية.

## طرق (تقنيات) الفصل
يوجد ثلاثة طرق لفصل النظائر:
- الطريقة المباشرة المعتمدة على الوزن الذري
- الطريقة المعتمدة علي الاختلافات الطفيفة في معدل التفاعل الكيميائي نتيجة اختلاف الوزن الذري
- الطريقة المعتمدة علي الخصائص غير المرتبطة على الوزن الذري مثل الرنين النووي المغناطيسي

النوع الثالث لا يزال تجريبي في الواقع لأن معظم طرق الفصل تعتمد بطريقة ما على الوزن الذري.
بشكل عام من الأسهل فصل النظائر ذات الفروق النسبية الكبيرة في الكتلة . فمثلا الديوتيريوم لديه ضعف كتلة الهيدروجين العادي لذلك من الأسهل فصله عن نظيره الهيدروجين عن فصل يورانيوم-235 عن يورانيوم-238. من ناحية أخرى فأنه يصعب فصل البلوتونيوم-239 الذي ينشطر عن البلوتونيوم-240.